# Владимир Маслеников
Владимир Маслеников (Лесној, 17. август 1994), је руски спортиста који се такмичи у стрељаштву. На Олимпијским играма у Рио де Жанеиру освојио је бронзану медаљу у дисциплини ваздушна пушка. На Светском првенству 2014. у Гранади постао је јуниорски првак света у овој дисциплини.